# Uresis I da Sérvia
Uresis I Nemânica  (em sérvio: Урош I; romaniz.: Uroš I; em grego: Ούρεσις; romaniz.: Oúresis) foi grão-príncipe (veliki zupan) do Grande Principado da Sérvia de cerca de 1112 a 1145.

## Biografia
Uresis era o filho de Marco da Ráscia, o irmão d Grã Príncipe Vulcano da Sérvia, que fez um juramento de lealdade para com Pedro III da Bulgária, vulgarmente denominado como Constantino Bodino, o Grande Príncipe de Dóclea, tornando-se seu vassalo. Marco, como governante subordinado, teve os seus domínios nas terras a norte de Ráscia, na fronteira com o Reino da Hungria.
O nome Uresis ou no original Uroš em si, é derivado da palavra húngara úr significa senhor ou príncipe, que é traduzido para o nome eslavo Prvoslav, ou Primislav, como é o caso de Uresis II nas fontes eslavas.

## Guerra com o Império Bizantino
Em 1092, o Exército sérvio derrotou o Exército bizantino liderado pelo governador de Dirráquio, enviado por Aleixo I Comneno. 
Em 1093, Aleixo se levou o exército bizantino e marchou em direção da Ráscia, mas Vulcano ao ser avisado do acontecimento procurou imediatamente fazer um tratado de paz. Aleixo aceitou o tratado de paz, até porque apareceram novos problemas no leste dos seus territórios, onde os cumanos tinha penetrado até Adrianópolis. 
Assim como o Imperador partiu, Vulcano quebrou o tratado e conquistando o Vardar, tomando as cidades de Vranje, Escópia e Tetovo. 
Em 1094 ou 1095, o Imperador mais uma vez marchou sobre os sérvios, capturando Lipliana, desta vez Vulcano foi obrigado a encontrar-se com ele na sua tenda e a lhe dar alguns reféns como juramento de paz. 
Uresis é mencionado pela primeira vez num texto seu contemporâneo. Este texto medieval, de cariz biográfico foi escrito por volta do 1148 anos pela historiadora bizantina Ana Comnena, filha do Imperador Aleixo I Comneno e de Irene Ducena.
Após a morte de Vulcano em 1112, Uresis foi nomeado Grã Príncipe.

## Relações familiares
Foi filho de Marco da Ráscia e de uma mulher húngara.  Casou com Ana Diogenissa, filha de Constantino Diógenes, neta de Romano IV Diógenes, e de Teodora Comnena, irmã do Aleixo I Comneno, com quem teve:
1. Helena da Sérvia cujo nome também surge grafado como Helena da Sérvia (1109 — depois de 1146) casada com Bela II da Hungria (1110 - 13 de fevereiro de 1141), "o Cego", rei da Hungria.
2. Uresis II da Sérvia, foi seu sucessor nos territórios que dominava.
3. Dessa da Sérvia
4. Belos de Sérvia. Príncipe da Croácia e da Sérvia.
5. Maria de Sérvia, casada com Conrado II de Znojmo, Duque de Znojmo.
6. Zavida de Sérvia, duque da Zaclúmia.